# SN 1986C
SN 1986C – supernowa typu II odkryta 5 marca 1986 roku w galaktyce M+03-30-66. W momencie odkrycia miała maksymalną jasność 18,00m.